# Littledalea tibetica
Littledalea tibetica är en gräsart som beskrevs av William Botting Hemsley. Littledalea tibetica ingår i släktet Littledalea och familjen gräs. Inga underarter finns listade i Catalogue of Life.